# Tjetjenere
Tjetjenerne (tjetjensk: Hохчи/Noxçi) udgør den største indfødte etniske gruppe i Nordkaukasus. Tjetjenerne kalder sig for Nochtji, hvilket kommer fra navnet på en af de større tjetjenske stammer, Noxçmexkaxoy, og dens hjemland. Størstedelen af det tjetjenske folk bor i den russiske delstat Tjetjenien, hvor de udgør majoriten, men de bor også i andre dele af Rusland, særligt i Dagestan og i Moskva. Godt en million tjetjenere bor i Tjetjenien, men pga. de sidste års mange konflikter lever der store tjetjenske grupper i eksil, den såkaldte tjetjenske diaspora. Deres sprog, tjetjensk, tilhører de nordkaukasiske sprog og de fleste tjetjener er sunnimuslimer.

## Navnets oprindelse
Udtrykket "tjetjener" antages at stamme fra det iranske navn på Nokhtsjii-folket oprindeligt, og det dukker først op i arabiske kilder fra 700-tallet. Ifølge folkelig overlevering kommer det russiske udtryk "tjetjener" fra navnet på landsbyen Tsjetsjen-Aul, hvor tjetjenere besejrede russiske soldater i 1732. Men ordet findes imidlertid i russiske kilder så tidligt som fra 1692, og det kom formodentlig ind i russisk via det kabardinske "Sjasjan".

## Geografisk fordeling
De fleste tjetjenere bor i delrepublikken Tjetjenien i Rusland. Der findes også betydelige tjetjenske befolkninger i andre dele af Rusland, især i Dagestan, Ingusjetien og Moskva.
Bortset fra Rusland findes der også tjetjenske diasporabefolkninger i Tyrkiet, Kasakhstan, Aserbajdsjan samt i den arabiske verden, især Jordan, Egypten og Syrien). De fleste af disse er efterkommere af personer, som måtte forlade Tjetjenien under Kaukasuskrigene, som førte til, at Tjetjenien blev annekteret af Det russiske kejserrige omkring 1850, og i Kasakhstans tilfælde af de stalinistiske deportationer i 1944. Efter opløsningen af Sovjetunionen har titusinder af tjetjenske flygtninge bosat sig i den Europæiske Union og andre steder som følge af krigsførelsen i hjemlandet, især under emigrationsbølgen til Vesten efter 2002.

## Historie
Tjetjenerne er et af nakhche-folkene, som har boet i bjergegnene i Nordkaukasus siden forhistorisk tid. Der findes arkæologiske spor efter bosættelseskontinuitet tilbage til 10.000 f.Kr.). I middelalderen var tjetjenerne domineret af khazarerne og senere alanerne. Den lokale kultur blev også udsat for bysantinsk påvirkning, og nogle tjetjenere lod sig omvende til ortodoks kristendom. Gradvist blev islam imidlertid dominerende, selv om tjetjenernes egne paganistiske religion fortsat stod stærkt, i hvert fald indtil 1800-tallet. Samfundet var organiseret efter feudale retningslinjer. Nordkaukasus blev hærget under de mongolske invasioner i 1200-tallet og Timur Lenks i 1300-tallet.
Under "den lille istid" i slutningen af middelalderen blev tjetjenerne tvunget ned fra bjergene og ud på slettelandet, hvor de kom i konflikt med Terek- og Greben-kosakkerne, som også var begyndt at flytte ind i regionen. Kaukasus var også i fokus for tre konkurrerende storriger: Det osmanniske rige, Persien og Rusland. Efterhånden som Rusland fra 1500-tallet ekspanderede mod syd, blev sammenstød mellem tjetjenere og russere hyppigere. I slutningen af 1700-tallet ledede Sjeikh Mansur en større tjetjensk modstandsbevægelse.
I begyndelsen af 1800-tallet påbegyndte Rusland en fuldstændig erobring af Nordkaukasus for at beskytte ruterne til sine nye territorier i Transkaukasien. Felttoget blev ledet af General Jermolov, som især hadede tjetjenerne, som han beskrev som "et modigt og farligt folk". Rasende på grund af tjetjenske angreb, startede Jermolov en politik med "brændt jord" og deportationer. Han grundlagde i 1818 også fortet Groznyj (som senere blev hovedstad i Tjetjenien). Tjetjensk modstand mod russisk styre nåede sit højdepunkt under ledelse af dagestaneren Sjamil i midten af 1800-tallet. Tjetjenerne blev endeligt besejrede efter en lang og blodig krig, hvor tjetjenerne led forfærdelige tab af menneskeliv. Af en beregnet befolkning på over en million i 1840-erne var der kun 140.000 tjetjenere tilbage i Kaukasus i 1861. I kølvandet på krigen emigrerede et stort antal flygtninge, eller de blev under tvang deporterede til det osmanniske rige. I 1860 drog (ifølge tal fra Sovjet-tiden) 81.360 tjetjenere til Tyrkiet, en ny emigration fandt sted i 1865, da yderligere 22.500 tjetjenere forflyttedes. I alt blev over 100.000 tjetjenere dermed etnisk "udrenset" under denne proces - en udrensning, der muligvis udgjorde et flertal af hele den tjetjenske befolkning på den tid. Der har senere været flere tjetjenske oprør mod det russiske styre og også ikke-voldelig modstand mod russificering og Sovjetunionens kollektivisering og antireligiøse kampagner.
I 1944 nåede Moskvas undertrykkelse sit højdepunkt, da alle tjetjenere, sammen med flere andre folkeslag i Kaukasus, efter ordre fra Josef Stalin blev deporteret en masse til Kazakhstan og Sibirien, og mindst en fjerdedel og måske så meget som halvdelen af hele den tjetjenske nations befolkning omkom i løbet af processen. Selv om de blev "rehabiliteret" i 1956 og fik lov til at vende tilbage året efter, så havde de overlevende mistet sine økonomiske ressourcer og borgerrettigheder. Under både sovjetiske og senere russiske regeringer har de været genstand for (officiel og uofficiel) diskriminering. Tjetjenske forsøg på at genvinde selvstændighed i 1990'erne, efter Sovjetunionens sammenbrud, førte til to ødelæggende krige mod den nye russiske stat fra 1994.

## Sprog
Tjetjenernes hovedsprog er tjetjensk og russisk. Tjetjensk tilhører nakh-sprogene i den nordøstkaukasiske sprogfamilie. Det tjetjenske skriftsprog er baseret på den centrale lavlandsdialekt. Beslægtede sprog er ingusjisk, som bruges i naborepublikken Ingusjetien, og batsisk, som tales i de tilgrænsende dele af Georgien. Tjetjensk skrives i dag med det kyrilliske alfabet, men til forskellige tider op gennem historien har også det georgiske, arabiske og latinske alfabet været brugt.

## Kultur
I tiden før omvendelsen til islam praktiserede tjetjenerne en unik blanding af religiøs tro og traditioner. De deltog i mange riter og ritualer, hvoraf mange havde tilknytning til jordbrug, så som regnritualer, en fejring af den første dag med pløjning, samt en fejring af tordenguden Sela og gudinden Tusholis dag.
Det tjetjenske samfund er struktureret omkring tukhum (klan-unioner) og omkring 130 taip, eller klaner. Taipene er baseret mere på land end på blodlinjer og har et uroligt forhold i fredstid, men er knyttede sammen i krig. Taiper er videre inddelt i gar (greiner), og garer i nekje (patronymiske familier). Den tjetjenske sociale kode kaldes nokhtsjallah (hvor nokhtsjo står for "tjetjensk"), og kan løseligt oversættes som "tjetjensk karakter". Den tjetjenske ære implicerer moral og etisk opførsel, generøsitet og vilje til at sikre kvinders ære.

## Religion
Tjetjenerne er overvejende muslimske. Nogle holder fast ved en sufi-tradition kaldet muridisme, mens omkring halvdelen af tjetjenerne tilhører sufi-broderskaber, eller tariqah. De to Sufi-tariqaene, som blev udbredte i Nordkaukasus, var Naqshbandiya og Qadiriya. Naqshbandiya står særlig stærkt i Dagestan og det østlige Tjetjenien, mens Qadiriya har de fleste af sine tilhængere i resten af Tjetjenien og Ingusjetien.
Næsten alle tjetjenere tilhører hanafi-retningen inden for sunni islam. Salafisme blev introduceret i befolkningen i 1950'erne. Nogle af oprørerne, som er involverede i den nyere tids krige i Tjetjenien, er salafiere, men flertallet er ikke.